# Forest National
Das Forest National (niederländisch Vorst Nationaal) ist eine Mehrzweckhalle in der belgischen Gemeinde Forest/Vorst in der Region Brüssel-Hauptstadt. Sie ist im Besitz der Music Hall Group und wird von der Sportpaleis Groep betrieben.

## Geschichte
Die 1970 eröffnete Arena bietet, je nach Veranstaltung, zwischen 2500 und 8000 Plätze. Bekannt ist sie für ihren kreisrunden Innenraum. Sie wird vorwiegend für Sportveranstaltungen, Konzerte, Musicals und Shows genutzt, so traten hier u. a. Künstler und Bands wie The Rolling Stones (17. Oktober 1973), Johnny Hallyday, Bob Marley, dEUS, Patrick Bruel, Indochine, Queen, Ella Fitzgerald, Led Zeppelin, Bob Dylan, Santana, Renaud, Genesis, Simple Minds, Ozark Henry, Status Quo, Jethro Tull, Elton John, David Bowie, Bon Jovi, Iron Maiden, Axelle Red, Peter Gabriel, Hooverphonic, Judas Priest, Jean-Jacques Goldman, Deep Purple, Frank Zappa, Simply Red, Dire Straits, Paul Simon, Zazie, Eric Clapton, Mylène Farmer, James Brown, Prince, Lost Frequencies, Chantal Goya, Michel Sardou und Whitney Houston auf.
2015 fand vom 18. bis 20. September erstmals eine Partie im Davis Cup in der Halle statt. Vor insgesamt 17.000 Zuschauern wurde im Halbfinale zwischen Belgien und Argentinien (3:2) ein neuer Besucherrekord für den Davis Cup in Belgien aufgestellt.
Das Forest National ist Mitglied der European Arenas Association (EAA).